# La Tropicale Amissa Bongo 2016
De 11e editie van de wielerwedstrijd La Tropicale Amissa Bongo, ook bekend als de Ronde van Gabon, werd gehouden van 18 tot en met 24 januari 2016. De start was in Kango, de finish in Libreville. De ronde maakte deel uit van de UCI Africa Tour 2016, in de categorie 2.1. De Tunesiër Rafaâ Chtioui, winnaar in 2015, werd opgevolgd door de Fransman Adrien Petit.

## Deelnemende ploegen
Per ploeg namen er zes renners deel.
| ProContinentaal              | Continentaal                                | Nationaal    |
| ---------------------------- | ------------------------------------------- | ------------ |
| Direct Énergie               | Skydive Dubai Pro Cycling Team-Al Ahli Club | Gabon        |
| Fortuneo-Vital Concept       | Stradalli-Bike Aid                          | Algerije     |
| Funvic Soul Cycles-Carrefour |                                             | Angola       |
|                              |                                             | Burkina Faso |
|                              |                                             | Eritrea      |
|                              |                                             | Ethiopië     |
|                              |                                             | Ivoorkust    |
|                              |                                             | Kameroen     |
|                              |                                             | Marokko      |
|                              |                                             | Rwanda       |

## Etappe-overzicht
| etappe | datum      | start        | finish            | afstand    | winnaar             | klassementsleider |
| ------ | ---------- | ------------ | ----------------- | ---------- | ------------------- | ----------------- |
| 1e     | 18 januari | Kango        | Lambaréné         | 146 km     | Andrea Palini       | Andrea Palini     |
| 2e     | 19 januari | Fougamou     | Mouila            | 105 km     | Andrea Palini       | Andrea Palini     |
| 3e     | 20 januari | Lambaréné    | Ndjole            | 130 km     | Adrien Petit        | Andrea Palini     |
| 4e     | 21 januari | Oyem         | Ambam             | 141 km     | Adil Jelloul        | Andrea Palini     |
| 5e     | 22 januari | Meyo-Kie     | Oyem              | 118 km     | Adrien Petit        | Tesfom Okbamariam |
| 6e     | 23 januari | Akanda       | Stade de l'Amitié | 4 km (ITT) | Adrien Petit        | Adrien Petit      |
| 7e     | 24 januari | Cap Esterias | Libreville        | 130 km     | Jawhen Hoetarovitsj | Adrien Petit      |

## Eindklassementen

### Algemeen klassement
| Plaats    | Naam              | Ploeg                  | Tijd     |
| --------- | ----------------- | ---------------------- | -------- |
| Gele trui | Adrien Petit      | Direct Énergie         | 18u11'50 |
| 2         | Andrea Palini     | Sky Dive Dubai         | + 0'06   |
| 3         | Anthony Delaplace | Fortuneo-Vital Concept | + 0'21   |
| 4         | Tesfom Okbamariam | Selectie Eritrea       | + 0'25   |
| 5         | Armindo Fonseca   | Fortuneo-Vital Concept | + 0'35   |
| 6         | Adil Jelloul      | Sky Dive Dubai         | + 0'36   |
| 7         | Benoît Jarrier    | Fortuneo-Vital Concept | + 0'38   |
| 8         | Bryan Nauleau     | Direct Énergie         | + 0'38   |
| 9         | Soufiane Haddi    | Sky Dive Dubai         | + 0'47   |
| 10        | Elias Afewerki    | Selectie Eritrea       | + 0'47   |

2006 · 2007 · 2008 · 2009 · 2010 · 2011 · 2012 · 2013 · 2014 · 2015 · 2016 · 2017 · 2018 · 2019 · 2020 · 2023
 La Tropicale Amissa Bongo ·
 Afrikaans kampioenschap